# Tenzor
A tenzor egy matematikai objektum, amely a skalár és vektor fogalom általánosítása. A vektorhoz hasonlóan ábrázolható egy választott koordináta-rendszerben számok mátrixaként, de független a választott vonatkoztatási rendszertől. A tenzorok alkalmazásának különösen nagy jelentősége van a fizikában és a mérnöki tudományokban. Maga a „tenzor” kifejezés is a fizikából jön, először a deformálható testek mechanikájában, az anyagban fellépő feszültségek és nyomások, azaz „tenziók” leírására használták.
Bár a tenzorok reprezentálhatók mint többdimenziós tömbök (pl. 3 × 3 × 3-as mátrix) és azok komponensei, a tenzorelmélet lényege, hogy a tenzor mennyiségek bizonyos „abszolút” tulajdonságokkal rendelkeznek (kovariancia és invariancia), különös tekintettel arra, hogy komponenseik hogyan változnak a koordinátatranszformációk során.
A tenzorok egy igazán absztrakt bevezetése sima sokaságokon a csoportelmélet segítségével történik: a tenzorok olyan mennyiségek, amelyek az önábrázolás direkt szorzatai szerint transzformálódnak (a direkt szorzatban előforduló tényezők száma szerint nevezzük a tenzorokat első-, másod-, harmad- stb. rendűnek). Ezek a direktszorzat-ábrázolások általában nem irreducibilisek, szétesnek több ábrázolásra.

## Tenzorok a geometriai vektoralgebrában
A háromdimenziós euklideszi tér vektorainak algebrájában a tenzor fogalma a következő absztrakció által jön létre. A geometriai vektorszámítás kitüntetett szerepet szán a skalár-skalár, skalár-vektor, vektor-skalár, vektor-vektor függvényeknek, de különösképpen az ezek közötti homogén lineáris leképezéseknek. Ezek abban az értelemben homogén lineárisak, hogy összeg- és aránytartók, azaz ha az f, ilyen típusú leképezés bemenetein az x és y illetve a λx mennyiségek jelennek meg (λ skalár), akkor
{\displaystyle f(x+y)=f(x)+f(y)\,} és
{\displaystyle f(\lambda x)=\lambda f(x)\,}
teljesül.
A homogén lineáris skalár-skalár, skalár-vektor és vektor-skalár leképezések bizonyítható módon a következőkkel azonosak:
| skalár-skalár | y = α{\displaystyle \cdot }x | α konstans skalár | x skalárváltozó | {\displaystyle \cdot } a valós számok szorzása      |
| skalár-vektor | v = a{\displaystyle \cdot }t | a konstans vektor | t skalárváltozó | {\displaystyle \cdot } a vektor szorzása skalárral  |
| vektor-skalár | u = a{\displaystyle \cdot }r | a konstans vektor | r vektorváltozó | {\displaystyle \cdot } két vektor skaláris szorzása |

Ennek megfelelően, ha a vektor-vektor típusú homogén lineáris leképezéseket is szorzat formájában szándékozunk felírni, akkor be kell vezetnünk egy ezektől különböző matematikai mennyiséget, a tenzort és egy műveletet a tenzorszorzást:
| vektor-vektor | v = A{\displaystyle \cdot }r | A konstans tenzor | r vektorváltozó | {\displaystyle \cdot } tenzor és vektor szorzása |

Világos, hogy itt az A tenzor nem definiált, absztrakt objektum (konkrét megvalósítását lásd később), ám működése világos. A háromdimenziós térbeli lineáris kombináció megtartásából következik a szorzás eredménye. Ha b1, b2, b3 a tér három, egymásra páronként merőleges, egységhosszúságú vektora, akkor minden r vektor egyértelműen kifejezhető
{\displaystyle \mathbf {r} =x\mathbf {b} _{1}+y\mathbf {b} _{2}+z\mathbf {b} _{3}}
alakban. Ekkor ugyanis b1, b2, b3 derékszögű koordináta-rendszert alkot, az x, y és z skalárok pedig az r vektor három megfelelő irányú koordinátája. Így
{\displaystyle \mathbf {A} \cdot \mathbf {r} =\mathbf {A} \cdot (x\mathbf {b} _{1}+y\mathbf {b} _{2}+z\mathbf {b} _{3})=x\mathbf {A} \cdot \mathbf {b} _{1}+y\mathbf {A} \cdot \mathbf {b} _{2}+z\mathbf {A} \cdot \mathbf {b} _{3}}
Ha tehát bevezetjük az a1=A{\displaystyle \cdot }b1, a2=A{\displaystyle \cdot }b2,a3=A{\displaystyle \cdot }b3 jelölést, akkor az A tenzorral való szorzást kézzelfogható formában jellemzi az (a1, a2, a3) vektorhármas és az x=b1{\displaystyle \cdot }r, y=b2{\displaystyle \cdot }r, z=b3{\displaystyle \cdot }r merőleges (skaláris) vetületekkel felírt
{\displaystyle \mathbf {A} \cdot \mathbf {r} =(\mathbf {b} _{1}\cdot \mathbf {r} )\cdot \mathbf {a} _{1}+(\mathbf {b} _{2}\cdot \mathbf {r} )\cdot \mathbf {a} _{2}+(\mathbf {b} _{3}\cdot \mathbf {r} )\cdot \mathbf {a} _{3}}
egyenlet.
Itt maga az
{\displaystyle \mathbf {r} \mapsto (\mathbf {a} \cdot \mathbf {r} )\cdot \mathbf {b} }
leképezés is homogén lineáris, amit az a és b vektorok diadikus szorzatának, vagy diádjának nevezzük és a{\displaystyle {\mbox{ }}_{\otimes }}b-vel vagy a{\displaystyle \circ }b-vel jelölünk, ami tehát maga is tenzor. Így tehát minden A tenzort elő tudunk állítani diádok lineáris kombinációjaként.
A tenzorok elméleti vizsgálata ezután a következő kérdésekre kell, hogy választ adjon:
- hogyan kell tenzorokkal számolni, azaz milyen kapcsolatban van az A tenzorral az (a1, a2, a3) vektorhármas, mely valójában az A tenzor (b1, b2, b3) bázisbeli mátrixaként azonosítható,
- mik a tenzorok, azaz hogyan lehet létrehozni a diádokból a tenzorok terét.

Véges dimenziós vektorterek esetén a másodrendű tenzorok azonosak a lineáris leképezésekkel. Ha azonban végtelen dimenziós vektortereket veszünk, vagy továbbvisszük az analógiát tenzorokon ható tenzorokra (harmadrendű tenzorok), akkor a lineáris leképezésektől eltérő lineáris algebrai objektumokat kapunk.

## Tenzorok a lineáris algebrában
Szintén kevésbé általános keretek között tenzoron – másodrendű tenzoron – a véges dimenziós tereken értelmezett bilineáris formákat értjük. Pontosan ez a következőket jelenti. Az azonos T test feletti U és V vektorterek direkt szorzatából T-be képező
{\displaystyle b:U\times V\rightarrow T}
bilineáris leképezéseket tenzoroknak (másodrendű tenzoroknak) nevezzük. b bilinearitása, azt jelenti, hogy b mindkét változójában lineáris, azaz tetszőleges U-beli, majd V-beli λx + μy lineáris kombinációra.
{\displaystyle b(\lambda x+\mu y,v)=\lambda b(x,v)+\mu b(y,v)\,} ill. {\displaystyle b(u,\lambda x+\mu y)=\lambda b(u,x)+\mu b(u,y)\,}

### Mátrixreprezentáció
Ha U dimenziója m, a V dimenziója n, akkor a tenzorok kézzelfogható formában ábrázolhatók egy U-beli B és egy V-beli C bázis rögzítésével. b-nek a szorzattér
{\displaystyle B\times C=\{(b_{i},c_{j})\mid i=1\ldots m,j=1\ldots n\}}
részhalmazán felvett értékei egy olyan
{\displaystyle \beta _{ij}\in T}
mátrixot határoznak meg, mely egyértelműen reprezentálja b-t (a lineáris leképezések előírhatósági tétele alapján). A b leképezést meghatározó mátrix tehát egy Tm × n-beli m szer n-es mátrix.

### Operátorreprezentáció
A B és C bázisok mellett és az előbbi koordinátamátrixszal b egyértelműen megfeleltethető annak az A: U{\displaystyle \rightarrow } V lineáris leképezésnek, melynek ugyanúgy a β mátrix a koordinátamátrixa. A (véges dimenziós terekben ható) tenzorok Bilin(U × V;T) tere tehát azonosítható az U-ból V-be menő lineáris leképezések Lin(U;V) terével:
{\displaystyle Bilin(U\times V;T)\equiv Lin(U;V)}
Sőt, a megfeleltetés az előbbi U ill. V-beli B és C bázisok esetén a mátrixokkal is fennáll, a következőképpen:
{\displaystyle b(u,v)=[u]{\mbox{*}}\cdot [A(v)]=[u]{\mbox{*}}\cdot \beta \cdot [v]}
ahol a [.] jelölés a koordinátamátrixokat jelöli (a megfelelő térben a megfelelő bázisra vonatkozóan), {\displaystyle \cdot } a mátrixszorzás, * pedig a transzponálás („sorvektor képzés”).

### Diadikus szorzat
A másodrendű tenzorszorzatot gyakran az U és a V Descartes-szorzatán értelmezett következő bilineáris leképezésével azonosítják:
{\displaystyle \otimes :U\times V\rightarrow Lin(V{\mbox{*}};U);\;(u,v)\mapsto u}{\displaystyle {\mbox{ }}_{\otimes }}{\displaystyle v\,}
ahol tetszőleges u ∈ U és v ∈ V-re:
{\displaystyle u\,\!\!}{\displaystyle {\mbox{ }}_{\otimes }}{\displaystyle v:V{\mbox{*}}\rightarrow U;\;p\mapsto (p|v)u}
az u és v elem úgy nevezett (absztrakt) diadikus szorzata. Ekkor a tenzorok nem mások, mint a V* {\displaystyle \rightarrow } U leképezések lineáris terének azon altere, melyet ezek a leképezések feszítenek ki.
Könnyen belátható, hogy véges dimenziós esetben a diadikus szorzatok kifeszítette altér egybeesik a teljes térrel, így minden tenzor diadikus szorzatok lineáris kombinációja. Ebből ered aztán, hogy a fenti tenzorok terét gyakran az U és V tenzori szorzatának is nevezik és U{\displaystyle {\mbox{ }}_{\otimes }}V-vel is jelölik.
A diadikus szorzat konkrét bázisban jól kezelhető alakot ölt. Eszerint, ha (bi) és (cj) az U és V terek bázisai, akkor a diadikus szorzat a koordinátareprezentációban:
{\displaystyle [u\otimes v]_{ij}=[u]_{i}\cdot [v]_{j}}
mely tulajdonság a duális tér elemeivel történő szorzás definíciójának következményei.

## Tenzorok az absztrakt algebrában
Végtelen dimenziós vektorterek esetén tenzoron két vektortér úgy nevezett tenzorszorzatát értjük, melynek elemei véges dimenziós esetben (legalább izomorfizmus erejéig) meg kell, hogy feleljenek a másodrendű tenzor előbb definiált fogalmának. Világos, hogy a vektorterek U×V Descartes-szorzatán szokásosan értelmezett pontonkénti összeadás azaz az (u,v)+(x,y){\displaystyle \mapsto }(u+v,x+y) (ill. a λ(u,v){\displaystyle \mapsto }(λu,λv) szorzás) nem felel meg tenzorszorzásnak, minthogy ez maga az U{\displaystyle \oplus }V direkt összeg, mely nem bilineáris. Az U-beli u és V-beli v elemek u{\displaystyle \otimes }v tenzorszorzatán (a tenzoron) olyan (külső) műveletet kell értenünk, mely a diadikus szorzathoz hasonló a véges dimenziós esetben. Ezeknek a követelményeknek megfelelően tenzorszorzatnak egy olyan absztrakt vektortér felel meg, mely kielégíti az alábbi tulajdonságot.
Definíció. Ha U és V vektortér, akkor az A vektorteret, az f : U × V {\displaystyle \rightarrow } A bilineáris leképezéssel együtt az U és V (egy) tenzorszorzatának nevezzük, ha tetszőleges B vektortér és g : U × V {\displaystyle \rightarrow } B bilineáris leképezés esetén egyetlen olyan h : A {\displaystyle \rightarrow } B lineáris függvény létezik, melyre
{\displaystyle g=h\circ f}
Ezt úgy is kifejezhetjük, hogy a fenti jelöléseket megtartva egyetlen olyan h lineáris leképezés létezik, mellyel a
diagram kommutatív.
Ez a furcsa absztrakt definíció azt mondja, hogy egyrészt A a legbővebb olyan vektortér (legnagyobb dimenziójú), melybe U × V-t bilineáris módon beleképezhetjük. Tegyük fel ugyanis, hogy B-be is beleképezzük U × V-t. Ekkor h képtere B lesz mely lineáris értelemben nem lehet nagyobb mint h értelmezési tartománya A. Ez a tenzorszorzatnak (A-nak) vektortér-izomorf egyértelműséget biztosít, a tenzorszorzásnak, azaz az f műveletnek nem. Feltettük azonban, azt a lényeges tulajdonságot, hogy h egyértelmű, ami azt jelenti, hogy ha egy alkalmas módon definiált f mellett, például az U és V egy másik bázisa felhasználásával egy újabb alkalmas g: U × V {\displaystyle \rightarrow } A bilineáris leképezést definiálnánk A-ba akkor ezek egyenlőkké válnának. Ekkor ugyanis mind f = h o g , mind g = k o f teljesülne alkalmas és egyértelmű h-val és k-val, így hok=idA és koh=idA lenne, azaz izomorfizmus lenne A-n, ami az egyértelműség miatt csak a h=idA leképezés lehet. Ez azt jelenti, hogy ha A = B, akkor f = g, azaz a tenzorszorzat ugyanazt a leképezést határozza meg, ha eltérő bázisban adjuk meg.
A tenzorszorzatnak ez a bázis megadásától független tulajdonsága az, amit a matematikai fizikában úgy mondanak, hogy a tenzor úgy transzformálódik mint az xi yj szorzat, azaz a diadikus szorzat.
A definíció nyitva hagyja, hogy létezik-e egyáltalán tenzorszorzat. Belátható, hogy az előző szakaszban említett
{\displaystyle \otimes :U\times V\rightarrow Bilin(U{\mbox{*}}\times V{\mbox{*}};T);\;(u,v)\mapsto \left(\,(f,p)\mapsto (f|u)\cdot (p|v)\,\right)} ill. {\displaystyle U\otimes V=span(Ran\,\otimes )}
(azaz a {\displaystyle \otimes } értékkészlete által kifeszített altér) leképezés most is megfelel tenzori szorzásnak, mellyel a tenzorszorzatnak nem csak unicitását, de egzisztenciáját is igazolni tudjuk.

## Tenzorok a kategóriaelméletben
Az absztrakt tenzor definíciója jellegzetes példája a kategóriaelméletben alkalmazott egyértelműsítő (ún. univerzális) módszernek. Az U {\displaystyle \otimes } V tenzorszorzaton ebben az elméletben egy adott kategória kitüntetett elemét értik. Legyen VecT a T test feletti vektorterek kategóriája a lineáris leképzéssel mint morfizmussal, C pedig a összes T feletti, kéttagú direkt összeg (U {\displaystyle \oplus } V alakú vektorterek) kategóriája a
bilineáris leképezéssel mint morfizmussal. Legyen az F: VecT {\displaystyle \rightarrow } C funktor az, ami egy V vektortérhez a {0} {\displaystyle \oplus } V direkt összeget rendeli, a h lineáris leképezéshez pedig a 0 {\displaystyle \oplus } v {\displaystyle \mapsto } 0 {\displaystyle \oplus } h(v) leképezést. Ekkor a tenzorszorzat nem más mint az (U{\displaystyle \oplus }V {\displaystyle \downarrow }F) kategória () legkisebb eleme. Ez kifejtve annyit tesz, hogy az A vektortér az f bilineáris leképezéssel az U és a V tenzorszorzata, ha tetszőleges B vektortér és g bilineáris leképezés esetén
egyértelműen létezik az a h:'A{\displaystyle \rightarrow }B lineáris leképezés, amivel az alábbi diagram kommutatív:
Mindezek ugyanazt jelentik, mint az előző definícióban mondottak.

## Tenzorok a matematikai fizikában
A tenzor a vektor általánosítása, akár a matematikában.

### Másodrendű tenzorok
Vegyünk két vektort, aminek komponensei a háromdimenziós térben legyenek ui és vj. Tegyük fel, hogy egy kétindexes mennyiség (amit egy kétdimenziós mátrixszal ábrázolhatunk), tij ugyanúgy transzformálódik (azaz ugyanazokba a képletekbe kell behelyettesíteni ekkor) térbeli forgatások esetén, mint az uivj szorzat. Ekkor a t mennyiséget másodrendű tenzornak nevezzük.
Ha a koordináta-rendszer tükrözését is bevonjuk a megengedett transzformációk közé, akár a vektorok esetén, akkor három eset lehetséges:
- Ha u és v is valódi vektor, akkor t komponensei tükrözésre nem váltanak előjelet, az ilyen t-t valódi tenzornak vagy egyszerűen tenzornak nevezzük.
- Ha u és v közül az egyik valódi, a másik axiaálvektor, akkor t komponensei tükrözésre előjelet váltanak, őt magát pszeudotenzornak nevezzük.
- Ha u és v is axiálvektor, akkor t komponensei tükrözésre nem váltanak előjelet, az ilyen t megint valódi tenzor.

Az első és harmadik esetet természetesen csak akkor tudjuk megkülönböztetni, ha t-t tényleg két vektor ilyen ún. direkt szorzataként állítottuk elő, valójában tehát csak kétféle tenzor lehetséges transzformációs szempontból.
Ezek a példák is nagyon jól mutatják, hogy a tenzorfogalom a fizikában erősen függ a figyelembe vett szimmetriáktól. Például a közönséges impulzus a klasszikus mechanikában vektor (ekkor  a forgáscsoport a szimmetriacsoport), míg relativisztikus mechanikában már nem, ugyanis itt a szimmetriacsoport a Lorentz-csoport. Ez vezet olyan, klasszikus mechanikából nézve fura esetekre, hogy a megfigyelt hármas impulzus (így hívják a relativitáselméletben klasszikus impulzust) függ a megfigyelő sebességétől, és a transzformációjában megjelenik a relativisztikus energia is.
tij=tji esetén szimmetrikus tenzorról, tij=-tji esetén pedig antiszimmetrikus tenzorról beszélünk.

### n-edrendű tenzorok
Az n-edrendű tenzor a másodrendű tenzor egyszerű általánosítása, 2 helyett n vektorkomponens direkt szorzatának transzformációs tulajdonságaival kell megegyeznie a komponensei viselkedésének. Ez egy ti_1,i_2,...,i_n n-indexes mennyiség. Itt is lehetnek valódi és axiálvektorszerű viselkedésű indexek, ezek kombinációja nagy számú, de fizikai szerepet inkább csak azok játszanak, amelyek viselkedése azonos típusú. Az elnevezésük itt már nem is definiált olyan módon, mint a másodrendű tenzorok esetén, ahol csak kétféle tenzortípus lehetséges tükrözési szempontból.
A tenzor definíciójából egyenesen következik, hogy a vektorok elsőrendű tenzorok, a skalárok pedig nulladrendű tenzorok.

### Példák
- Nulladrendű tenzorokra ld. a skalároknál.
- Elsőrendű tenzorokra ld. a vektoroknál.
- Másodrendű szimmetrikus valódi tenzor például a tehetetlenségi nyomaték.
- Másodrendű antiszimmetrikus pszeudotenzor például az ilyen alakban is felírható impulzusmomentum.